# Leonardo Cilaurren
Leonardo Cilaurren Uriarte znany jako Cilaurren (ur. 5 listopada 1912 w Basurto-Zorrotza, zm. 9 grudnia 1969 w Madrycie) – hiszpański piłkarz, reprezentant kraju, grający na pozycji pomocnika.

## Kariera klubowa
Cilaurren swoją przygodę piłkarską rozpoczął w 1929 w klubie Arenas Getxo. Klub ten występował w Primera División. Spędził w nim trzy kolejne sezony. W 1932 zakupił go Athletic Bilbao, w którym to klubie w sezonach 1933/34 i 1935/36 zdobywał mistrzostwo Hiszpanii i sięgnął po Puchar Króla w sezonie 1932/33. W sumie w tym zespole wystąpił w 105 spotkaniach i strzelił 5 bramek. 
W latach 1936–1939 z powodu wojny domowej w Hiszpanii nie grał w piłkę. W 1939 wyjechał do Argentyny i został tam piłkarzem CA River Plate. Wraz z zespołem sięgnął po mistrzostwo Argentyny w sezonie 1941 oraz Copa Aldao w tym samym roku. 
W 1941 wyjechał do Urugwaju, aby grać w CA Peñarol. Po dwuletniej przygodzie w barwach Aurinegros, w 1943 wyjechał do Meksyku, gdzie dołączył do Real Club España. Wraz z zespołem zdobył mistrzostwo Meksyku w sezonie 1944/45. W 1944 zdobył jedyny w historii klubu Puchar Meksyku. W latach 1944–1945 dwukrotnie zdobył Superpuchar Meksyku. W 1945 roku zakończył karierę piłkarską.
| Sezon   | Klub             | Kraj      | Rozgrywki                 | Mecze | Bramki |
| ------- | ---------------- | --------- | ------------------------- | ----- | ------ |
| 1929/30 | Arenas Getxo     | Hiszpania | Primera División          | 10    | 0      |
| 1930/31 | Arenas Getxo     | Hiszpania | Primera División          | 17    | 0      |
| 1931/32 | Arenas Getxo     | Hiszpania | Primera División          | 16    | 0      |
| 1932/33 | Athletic Bilbao  | Hiszpania | Primera División          | 15    | 0      |
| 1933/34 | Athletic Bilbao  | Hiszpania | Primera División          | 13    | 0      |
| 1934/35 | Athletic Bilbao  | Hiszpania | Primera División          | 21    | 2      |
| 1935/36 | Athletic Bilbao  | Hiszpania | Primera División          | 0     | 0      |
| 1936/37 | Athletic Bilbao  | Hiszpania |                           |       |        |
| 1937/38 | Athletic Bilbao  | Hiszpania |                           |       |        |
| 1938/39 | Athletic Bilbao  | Hiszpania |                           |       |        |
| 1939    | CA River Plate   | Hiszpania | Primera División          |       |        |
| 1940    | CA River Plate   | Hiszpania | Primera División          |       |        |
| 1941    | CA Peñarol       | Hiszpania | Primera División Uruguaya |       |        |
| 1942    | CA Peñarol       | Hiszpania | Primera División Uruguaya |       |        |
| 1943    | CA Peñarol       | Hiszpania | Primera División Uruguaya |       |        |
| 1943/44 | Real Club España | Hiszpania | Liga MX                   |       |        |
| 1944/45 | Real Club España | Hiszpania | Liga MX                   |       |        |

## Kariera reprezentacyjna
Cilaurren zadebiutował w reprezentacji 9 grudnia 1931 w przegranym 1:7 meczu z Anglią. 
W 1934 został powołany na Mistrzostwa Świata. Wystąpił w trzech spotkaniach: z Brazylią i dwa razy z Włochami. Razem z drużyną osiągnął na tamtym turnieju ćwierćfinał, a Cilaurren został wybrany do najlepszej jedenastki turnieju. 
Po raz ostatni w drużynie narodowej wystąpił 12 maja 1935, w wygranym 2:1 spotkaniu z III Rzeszą. Łącznie Cilaurren w latach 1931–1935 zagrał w 14 spotkaniach reprezentacji La Furia Roja.
| Mecze i gole w reprezentacji | Mecze i gole w reprezentacji | Mecze i gole w reprezentacji | Mecze i gole w reprezentacji | Mecze i gole w reprezentacji | Mecze i gole w reprezentacji | Mecze i gole w reprezentacji |
| #                            | Data                         | Miasto                       | Przeciwnik                   | Gol                          | Wynik                        | Rozgrywki                    |
| ---------------------------- | ---------------------------- | ---------------------------- | ---------------------------- | ---------------------------- | ---------------------------- | ---------------------------- |
| 1.                           | 09.12.1931                   | Londyn                       | Anglia                       |                              | 1:7                          | towarzyski                   |
| 2.                           | 24.04.1932                   | Oviedo                       | Jugosławia                   |                              | 2:1                          | towarzyski                   |
| 3.                           | 02.04.1933                   | Vigo                         | Portugalia                   |                              | 3:0                          | towarzyski                   |
| 4.                           | 23.04.1933                   | Colombes                     | Francja                      |                              | 0:1                          | towarzyski                   |
| 5.                           | 30.04.1933                   | Belgrad                      | Jugosławia                   |                              | 1:1                          | towarzyski                   |
| 6.                           | 21.05.1933                   | Madryt                       | Bułgaria                     |                              | 13:0                         | towarzyski                   |
| 7.                           | 11.03.1934                   | Madryt                       | Portugalia                   |                              | 9:0                          | El. MŚ 1934                  |
| 8.                           | 18.03.1934                   | Lizbona                      | Portugalia                   |                              | 2:1                          | El. MŚ 1934                  |
| 9.                           | 27.05.1934                   | Genua                        | Brazylia                     |                              | 3:1                          | MŚ 1934                      |
| 10.                          | 31.05.1934                   | Florencja                    | Włochy                       |                              | 1:1                          | MŚ 1934                      |
| 11.                          | 01.06.1934                   | Florencja                    | Włochy                       |                              | 0:1                          | MŚ 1934                      |
| 12.                          | 24.01.1935                   | Madryt                       | Francja                      |                              | 2:0                          | towarzyski                   |
| 13.                          | 05.05.1935                   | Lizbona                      | Portugalia                   |                              | 3:3                          | towarzyski                   |
| 14.                          | 12.05.1935                   | Kolonia                      | III Rzesza                   |                              | 2:1                          | towarzyski                   |

## Sukcesy
Athletic Bilbao
- Mistrzostwo Hiszpanii (2): 1933/34, 1935/36
- Puchar Króla (1): 1932/33

River Plate
- Mistrzostwo Argentyny (1): 1941

Real Club España
- Mistrzostwo Meksyku (1): 1944/45
- Puchar Meksyku (1): 1943/44
- Superpuchar Meksyku (2): 1944, 1945